# خاسلترنی‌فین
خاسلترنی‌فین (به هلندی: Gasselternijveen) یک منطقهٔ مسکونی در هلند است که در آ ان هونزه واقع شده‌است. خاسلترنی‌فین ۱٬۹۵۲ نفر جمعیت دارد.